# Bjerreby
Bjerreby är en tätort i Svendborgs kommun i Region Syddanmark i Danmark. Tätorten har 332 invånare (2024). Den ligger på ön Tåsinge, cirka 10,5 kilometer söder om Svendborg.